# ألفين لانغدون كوبورن
ألفين لانغدون كوبورن (بالإنجليزية: Alvin Langdon Coburn) (11 يونيو 1882 - 23 نوفمبر 1966)، مُصوّر من أوائل القرن العشرين وهو أحد الشخصيات الرئيسية في تطوير التصوير الأمريكي.

## حياته

### طفولته (1882-1899)
وُلد كوبورن في 11 يونيو 1882، في بوسطن، ماساتشوستس، لعائلة من الطبقة المتوسطة. توفي والده، الذي أسس الشركة الناجحة لقمصان كوبرن ووايتمان، عندما كان ألفين في السابعة من عمره. بعد ذلك ربّته والدته، فاني، التي بقيت المؤثر الأساسي في حياته المبكرة، على الرغم من أنها تزوجت عندما كان مراهقًا. كتب كوبورن في سيرة حياته، «كانت والدتي امرأة رائعة ذات شخصية قوية للغاية وحاولت السيطرة على حياتي... لقد كانت حياتنا معًا عبارة عن معركة ملكية».
زار مع والدته أعمامه المقيمين في لوس أنجلوس عام 1890، وأهدوه كاميرا من نوع كوداك. وقع كوبورن في حب الكاميرا على الفور، وفي غضون سنوات قليلة طوَّر موهبة رائعة في التكوين البصري والكفاءة التقنية. عندما كان عمره ستة عشر عامًا، في عام 1898، التقى بابن عمه إف. هولند داي، الذي كان بالفعل مصورًا معروفًا دوليًا وله تأثير كبير. أدرك داي موهبة كوبورن وأرشده وشجعه على أخذ التصوير كمهنة.
انتقل مع والدته إلى لندن في نهاية عام 1899، وهناك التقيا بابن عمه. تلقى داي دعوةً من قبل الجمعية الملكية للتصوير الفوتوغرافي لاختيار الصور من أفضل المصورين الأمريكيين لمعرض في لندن، فأحضر معه أكثر من مئة صورة، منها تسع صور لكوبورن - الذي كان يبلغ من العمر 17 عامًا فقط. وبذلك اتخذت مهنة كوبورن خطوة أولى كبيرة بمساعدة ابن عمه.

## الانطلاق للشهرة (1900-1905)
جذبت صو كوبورن في الجمعية الملكية للتصوير الفوتوغرافي انتباه مصور مهم آخر، هو فريدريك إيفانز. كان إيفانز أحد مؤسسي الحلقة المرتبطة، وهي جمعية للمصورين الفنيين اعتُبرت في ذلك الوقت أعلى سلطة في مجال التصوير الفوتوغرافي. وفي صيف عام 1900، دُعي كوبورن ليعرض صوره معهم، وهذا ما رفعه إلى مستوى أفضل المصورين في ذلك الوقت.
عاش كوبورن في باريس لبضعة أشهر في عام 1901 وذلك ليتمكن من الدراسة مع المصورَين إدوارد ستيتشن وروبرت ديماشي. ثم ذهب مع والدته بجولة في فرنسا وسويسرا وألمانيا لبقية العام.
وعندما عادوا إلى أمريكا في عام 1902، بدأ كوبورن الدراسة مع المصور الشهير غيرترود كاسيبير في نيويورك. افتتح استوديو للتصوير الفوتوغرافي في الجادة الخامسة لكنه أمضى معظم وقته في ذلك العام في الدراسة مع آرثر ويزلي داو في مدرسته للفنون في ماساتشوستس.
انتُخب كوبورن في العام التالي كمساعد في جمعية الحلقة المرتبطة، ما جعله أحد أصغر أعضاء تلك المجموعة وواحدًا من الأمريكيين القلائل الذين كُرّموا بهذا المنصب. وفي شهر مايو، حصل على أول عرض فردي له في نادي الكاميرا في نيويورك.
عاد كوبورن إلى لندن في عام 1904، بتكليفٍ من مجلة ميتروبوليتان بهدف تصوير أبرز الفنانين والكتّاب في إنجلترا، منهم: غلبرت كايث تشيسترتون وجورج ميريديث وهربرت جورج ويلز. خلال هذه الرحلة، زار المصور الفوتوغرافي الشهير غريغ أنان في إدنبرة، وأجرى دراسات حول الزخارف التي صورها المصوران الرائدان هيل وآدمسون. وفي عام 1905 أجرى جلسة تصوير للفنان الأمريكي ليون دابو.
بقي كوبرن في لندن طوال عام 1905 ومعظم عام 1906، إذ التقط صورًا للمناظر الطبيعية حول إنجلترا. صوّر أيضًا هنري جيمس لمجلة ذا سينشري، ثم عاد إلى إدنبرة لينفذ سلسلة مصورة حول روبرت لويس ستيفنسون، بعنوان في إدنبرة: ملاحظات رائعة.

## وصلات خارجية
- ألفين لانغدون كوبورن على موقع الموسوعة البريطانية (الإنجليزية)
- ألفين لانغدون كوبورن على موقع ميوزك برينز (الإنجليزية)
- ألفين لانغدون كوبورن على موقع ديسكوغز (الإنجليزية)
- مؤلفات ألفين لانغدون كوبورن في مشروع غوتنبرغ}